# Christian Darnton
Christian Darnton (auch Baron von Schunck genannt) (* 30. Oktober 1905 bei Leeds; † 14. April 1981 ebenda) war ein englischer Komponist.

## Leben
Christian Darnton wurde am 30. Oktober bei Leeds geboren.
Darnton war Schüler von Benjamin Dale, Harry Farjeon, Cyril Rootham und Charles Wood. Am Royal College of Music studierte er Fagott und Dirigieren und schließlich in Berlin bei Max Butting bis 1929 Komposition. 1929 heiratete er die Malerin Joan Bell und begann seine erste Sinfonie auf der Hochzeitsreise in Tirol. In den 1930ern wurde er Assistent von Edwin Evans und enger Freund Constant Lamberts und Alan Rawsthornes. 
Bis 1940 schrieb er eine Fülle experimenteller und avantgardistischer Werke. In der Zeit des Zweiten Weltkriegs, in der er sich zum Kommunismus bekannte, widmete er sich vor allem der Komposition von Filmmusiken. Nachdem er sich 1956 vom Kommunismus distanziert hatte, unternahm er ausgedehnte Reisen; in dieser Zeit entstanden keine Kompositionen. In seinen letzten Lebensjahren ab 1970 schrieb er noch mehrere große Werke, darunter das Orchesterkonzert und seine vierte Sinfonie.
Darnton verstarb am 14. April 1981 in Leeds.

## Werke (Auswahl)
- Concertino für Klavier und Kammerorchester, 1926
- 1. Sinfonie, 1929–31
- Klavierkonzert, 1933
- Konzert für Viola und Streicher, 1933–35
- Harfenkonzert, 1934
- Suite concertante für Violine und Kammerorchester, 1936
- Fünf Orchesterstücke, 1938
- Swansong, fünf Lieder für Sopran und Orchester, 1938
- 2. Sinfonie (Anagram), 1939–40
- Ballad of Freedom, Kantate, 1941–52
- Stalingrad, Ouvertüre, 1943
- 3. Sinfonie D-dur, 1944–45, rev. 1961
- Fantasy Fair, Oper, 1949–51
- Jet Pilot, Kantate, 1952
- Concerto for Orchestra, 1970–73
- 4. Sinfonie, 1975–79